# Johann Georg Scherzer
Johann Georg Scherzer (12. srpna 1811 Vídeň – ???) byl rakouský politik německé národnosti, během revolučního roku 1848 poslanec Říšského sněmu.

## Biografie
V letech 1840–1850 byl předsedou výboru a v letech 1851–1859 členem výboru finančního ústavu Erste österreichische Spar-Casse.
Během revolučního roku 1848 se zapojil do politického dění. Působil jako důstojník vídeňské měšťanské gardy. V březnu 1848 vedl deputaci vídeňského měšťanstva k císaři, která požadovala odchod kancléře Klemense Wenzela von Metternicha. Ve volbách roku 1848 byl zvolen na rakouský ústavodárný Říšský sněm. Zastupoval volební obvod Klosterneuburg v Dolních Rakousích. Uvádí se jako měšťan. Patřil ke sněmovní levici.
Během říjnové revoluce ve Vídni byl po tři dny provizorním velitelem městské Národní gardy. Pak se ale stáhl do ústraní a nepodílel se na radikální fázi povstání.
Jeho otcem byl Johann Georg Scherzer starší (1776–1858), vídeňský měšťan, hostinský a organizátor společenského života.